# Dark Souls
A Dark Souls akció-szerepjáték, melyet a FromSoftware fejlesztett és a Namco Bandai Games adott ki PlayStation 3-ra, Xbox 360-ra és Microsoft Windowsra. A Dark Souls a Demon’s Souls című játék utódja és ezzel a második kiadott játék lett a Souls szériában. Amikor még fejlesztés alatt állt a játék, akkor Project Dark néven futott. A játék először Japánban lett kiadva 2011 szeptemberében, majd a Namco Bandai egy hónappal később az egész világban elérhetővé tette.
2012 augusztusában megjelent egy "Prepare to Die" című kiadás PC-re amely további tartalmat adott a játékhoz. Ez a kiadás csak két hónappal később októberben jelent meg Playstation 3, és Xbox 360-ra ahol "Artorias of the Abyss" néven lehetett megvásárolni. A Dark Souls egy fikcionális világban játszódik Lordran Királyságában. A játékosok egy elátkozott élőholt (Cursed Undead) szerepét veszik fel aki az élőholtak börtönéből (Undead Asylum) kezdi meg az utazásait hogy kiderítse az élőholtaknak a sorsát.
A játék nagy elismerésben részesült, és az egyik valaha készült legjobb videójátéknak tartják, kritikákkal melyek dicsérik a bonyolult harcrendszerét, világ felépítését, és a mélyen kidolgozott történetét.
Minden dicséret mellett viszont más-más vélemény alakult ki az emberekben a játék nehézségét illetően. Sokan örömmel fogadják, hogy van kihívás a játékban, mások úgy gondolják, hogy fölöslegesen tették ilyen nehézzé a játékot és számukra ez rontja a játék élményét. A játék PC verzióját nem halmozták el dicséretekkel, a konzolos verziókkal ellentétben, mivel elsősorban konzolra készült a játék és onnan lett átírva, hogy PC-n is lehessen játszani. Ennek eredményeképpen jelentős mennyiségű technikai hiba bukkant fel a játékban. 2013 áprilisában a FromSoftware kijelentette, hogy 2.37 millió példányt sikerült eladni a játékból. A PC verzió volt a második legnépszerübb játék Windowsra 2012-ben. A játék a későbbiekben két új folytatást is kapott Dark Souls II és Dark Souls III néven, melyek 2014 majd 2016-ban jelentek meg.

## Játékmenet
A játék meghatározó mozgatóeleme a világ felfedezése. A játék bátorítja a játékosokat, hogy figyelemmel haladjanak előre, tanuljanak a hibáikból és alternatív részeket fedezzenek fel a világból. A Dark Souls egy nagy és nyílt világban játszódik, melyet egy központi helység köt össze (Firelink Shrine). A játékosok tetszőlegesen vándorolhatnak a nagyvilágban és fedezhetnek fel alternatív utakat az új területekhez. Viszont vannak olyan helységek a világban ahova vannak követelmények a bejutáshoz.
A Dark Souls kegyetlen világában egyféle könnyítő elemként és ellenörzőpontként (checkpoint) működnek a kisebb tábortüzek, amelyek mellett a játékosok megpihenhetnek és visszanyerhetik az elvesztett életerejüket és újratölthetik gyógyital flaskáikat. A tábortűz ugyanúgy funkcionál egyféle fejlődési pontként mivel a játékosok itt elkölthetik a begyűjtött pontjaikat (lelkeket), hogy tovább fejlesszék és erősítsék a karakterüket. De mindennek ára van, és azért cserébe, hogy a játékos visszatöltse életerejét és frissen indulhasson útnak, egy ilyen tábortűz használata minden ellenséget (kivéve fő, és kisebb főellenséget) feléleszt, és ismét le kell küzdeniük őket hogy tovább juthassanak.
A játéknak még egy meghatározó fontos eleme van, amit szemmel kell tartaniuk a játékosoknak, és ez nem más mint az Emberség (Humanity) rendszere. A játékosok ugyan egyféle élőholtként kezdenek (Hollow) de a játék során többféle módja is van annak hogy visszanyerjék emberségüket, de nem kötelezi őket a játék arra, hogy emberek legyenek ahhoz, hogy tovább haladhassanak a történetben. A játékosok minden egyes halásnál minden begyűjtött pontjaikat (lelkeket) elveszítik, és ha korábban már visszanyerték az emberségüket akkor azt elveszítik és visszanyerik az élőholt státuszukat. De a játék ad még egy esélyt az ilyen helyzetekben és miután valaki meghal, a legutóbbi tábortűznél élednek újra. Ha sikeresen vissza tudnak térni oda ahol életüket vesztették, akkor vissza tudják szerezni az elvesztett lelkeiket. Viszont ha útközben ismét meghalnak, akkor az a haláluk felülírja az előzőt és elvesznek a lelkek amiket otthagyott előzőleg.
Ha van jelen internetkapcsolat akkor a játékosok képesek egymást megidézni és kommunikálni, de csak nagyon limitáltan. A megidézett játékos egyféle fantomként jelenik meg a játékos világában és csak limitáltan tudja befolyásolni az idéző játékos világában az eseményeket (ellenségek legyőzése, főellenségek elleni küzdelem). A játékban semmiféle beszélgetési lehetőség nem elérhető és csak a játékba beépített és használható gesztusokkal tudnak egymásnak utasításokat adni (meghajlás, integetés, mutogatás stb.). Ezek mellett a játékosok, képesek egy tárgy használatával limitáltan írásokat hagyni a földön mely minden játékosnak megjelenik a játékában, még ha a két játékosnak semmi köze sincsen egymáshoz. Ezek az írások tudnak segíteni más játékosok figyelmeztetésében, ha valami csapda felé közelednek, titkos átjárót nem vettek volna észre vagy hasonlók.
A játék során sokszor ütközhetünk nem játékosok által irányított karakterekbe (NPC) melyek hozzá adnak a játék történetéhez a saját vagy más karakterek történetének elmesélésével, küldetéseikkel, egyéb kérésekkel a játékoshoz, vagy akár egyfajta árusként működnek, hogy felszerelést vagy egyéb hasznos tárgyakhoz jussanak hozzá a játékosok. Nem kötelező ezekkel a karakterekkel bármiféle kapcsolatot teremteni (pár kivételével), hogy tovább haladhassunk a történetben. Azzal, hogy ezeknek a karaktereknek segítséget nyújtunk, azzal képesek vagyunk szert tenni ritkább tárgyakra, varázslatokra, vagy akár felajánlják a segítségüket egyes főellenségek ellen, és ugyanúgy megidézhetők lesznek, mint más játékosok.

## Történet
A játéknak ez a része az, ami igazán elkülöníti egy hagyományos szerepjátéktól mivel a Dark Souls világába úgy lép be a játékos, hogy nagyjából semmi tudása sincsen a történetről, semmi célja sincsen és nem tudja, mi is lenne a feladata. Mivel a játék nem meséli el a történetet a játékosoknak, így csak azok érthetik meg igazán, akik foglalkoznak is vele. A történet úgy épül fel a játékosokban, hogy meghallgatják a különféle játékban elhelyezett karaktereknek a mondandóit, akik mesélnek magukról és történeteket mondanak a játékosnak, minden tárgynak van egy leírása melynek az elolvasásával többet tudunk meg annak eredetéről, használatáról és fegyverzet esetén annak eredeti használójáról.
Ahogy elkezdenénk vándorlásunkat a nagyvilágban úgy egy kis előtörténetet mesél el a játék: A világot régen szürke köd borította be és a sárkányok uralták. Ebben az időben Gwyn rálel az első tűzre és abban egy Úrnak (Lord) a lelkére. Qwyn és a szövetségesei összefognak és legyőzik a sárkányokat, és így eljött a Tűznek a Korszaka. Idővel viszont a tűz elkezd kimúlni és Gwyn föláldozza magát és a lelkét, hogy meghosszabbítsa ezt a korszakot. Ahogyan múlik ki a tűz, úgy az élőholtak átka is erősödik, ezzel néhány ember folyamatosan feltámad halála után is.
A karakter melyet irányítunk, az egyike ezeknek a megátkozott élőholtaknak, és az élőholtak börtönében (Undead Asylum) kezdjük meg a kalandunkat. Miután megszökik a börtönből, Lordranba utazik, hogy megszólaltassa az Ébredés Harangjait, melyek felébresztik Kingseeker Frampt-ot aki elmondja a játékosnak, hogy utazzon el Anor Londoba. Anor Londoban Gwynevere, Gwyn-nek a lánya utasítja a játékost, hogy legyen Gwyn utódja és teljesítse a próféciát. Hogy mindezt megtehesse, ahhoz meg kell szerezni a nagy uraknak a lelkeit melyek Gwyn közelebbi társai voltak a tűz korszakának születésekor és vissza kell őket vinnie a tűzhöz.
Ezek után a játékos visszatér az első tűzhöz melyet Gwyn őriz, és legyőzésével két opciója is van a játékosoknak: vagy föláldozzák magukat, ezzel teljesítve a próféciát és meghosszabbítja a tűz és az isteneknek korszakát, vagy elsétálhatnak és hagyhatják kialudni a tüzet, hogy ezzel egy sötét korszakot hozzanak a világra.

### Artorias of the Abyss
A múltban egy Manus nevezetű lény ismét tudatra ébred és elkezdi a sötétséget (Abyss) terjeszteni Oolacile földjén. Gwyn négy lovagja közül Artorias-t küldték ki Oolacilére, hogy állítsa meg a sötétség terjedését, de megbukott a küldetésében és megrontotta a sötétség. Mindeközben Manus kétségbeesetten keresi a rég elvesztett nyakékjét térben és időben. Amikor a játékos rálel a nyakékre, Manus berántja a múltba ahol Artorias fogadja, aki már nem önmaga. A játékosnak le kell győznie Artoriast és meg kell állítania Manus-t hogy ne terjessze tovább a sötétséget.

## Fejlesztés és megjelenés
Hidetaka Miyazaki állt a játék készítésének az élén, aki felügyelte és irányította a játék fejlődését melyen a FromSoftware dolgozott.
A játék elsősorban Xbox 360 és PlayStation 3 konzolon volt elérhető, de a játék sikere miatt nagyon sokan reménykedtek hogy később Microsoft Windowsra is megjelenik a játék. A Namco Bandai vezére Tony Shoupinou, kijelentette az oldalukon hogy elképzelhető, hogy Windowsra is meg fog jelenni a Dark Souls. 2012. Január 6-án a játék rajongói írtak egy kérelmet, hogy a játékot Windowsra is készítsék el, melyet több mint 93.000-en írtak alá.
2012. április 7-én hivatalosan is be lett jelentve a játék Windowsra való megjelenése a PC Action magazinon keresztül. A PC verzió fejlesztése alatt bejelentették, hogy problémákba ütköztek mivel tapasztalatlanok voltak még a játékok fejlesztésében Windowsra (mivel leginkább csak Xbox és PlayStation-ra készítettek játékokat), és inkább a játék további kiegészítőjének fejlesztésére koncentráltak a játék optimalizálása helyett. Miután elkészült a játék PC-re is egyből az új kiegészítővel együtt adták ki Prepare to Die Edition alcímmel. 2012 augusztusában jelent meg az új tartalommal együtt melyben új ellenségekkel, NPC-kkel és felszerelésekkel találkozhatunk.
Ez az új tartalom viszont csak később 2012 októberében jelent meg egyéb konzolokra (Xbox 360, Playstation 3) Artorias of the Abyss néven. Nem sokkal később a FromSoftware bejelentette hogy a játék multiplayer (többjátékos) működéséért a Games for Windows – Live lesz felelős, aminek a játék rajongóbázisa nem kifejezetten örült.
Miután a játék megjelent PC-re egyből súlyosabb optimalizálási hibákba ütközhettünk, ebbe beletartozik a rossz képernyőfelbontás, nagyobb egér érzékenység és FPS problémák, melyeknek a megoldására nem sokkal később egy játékos kifejlesztett egy mod-ot (programot) mely kijavította ezeket a problémákat. Ezt a mod-ot végül később kiadtak egy ingyen letölthető további fejlesztésként.
2014. december 15-én a Games for Windows – Live ki lett véve a Steames verzióból és Steamworks került a helyére. 2016 áprilisában a játék elérhető az lett Xbox One konzolon is.

## Fogadtatás
A játék emberek elismerését nyerte egyből a megjelenése után. A Famicú japán játék magazin pozitív kritikát írt a játékról melyben 37 pontot kapott a 40-ből. Az egyik kritikában úgy írták le mint egy "Nagyon nehéz sötét fantasy szerepjáték" és megállapította, hogy "a világ mérete és a benne lakozó erős ellenfelek megkövetelik, hogy odafigyeljenek a világ minden egyes részleteire és emellett rettegjenek az ellenfeleiktől". Egy másik kritikában azt írták, hogy "a játékban a kihívások ismételt elbukása után az öröm, amelyet a siker után éreznek, leírhatatlan".[forrás?]
A GameSpot honlapján 9.5 pontot kapott a 10-ből. Sok dicséretet kapott az online rendszere, illetve a főellenségek legyőzése után érzett sikerélményt. Viszont megjegyezték, hogy a témában kevésbé jártas játékosok csak nehézkesen tudnak majd haladni a játékban, miközben a szerepjáték rajongói viszont boldogulni fognak a kihívásokkal.
Az IGN-nél 9 pontot kapott a 10-ből, ahol az online rendszerre fektetett hangsúlyt, a jól átgondolt világ dizájnt, változatosságot, a rendkívüli sötét hangulatot/atmoszférát és a kidolgozott játékmenetet dicsérték. Figyelmeztették az embereket, hogy ez nem az a fajta játék amelybe a játékosok csak úgy belevethetik magukat és a szórakozás miatt játszhatnak. Még odáig is elmentek, hogy leírják, hogy a játék az nem a játékvilágban kevésbé jártas embereknek van, mivel szinte folyamatosan szüksége lesz az embernek ügyességre és stratégiára. Mindamellett, hogy dicsérték a játéknak a nehézségét megjegyezték, hogy "van különbség egy játékban a rossz lépések büntetése, és az igazságtalanság között".
A Eurogamer 9 pontot adott a játéknak a 10-ből, mondván, hogy "ha nagyon kalandvágyó, és nagyon izgatott vagy egy elfeledett világ titkainak felderítésére, akkor a Dark Souls egy kiváló kalandjáték". Viszont ha úgy érzed, hogy csak kudarcok nélkül szórakoztató egy játék akkor valahol máshol kell keresned. De az év egyik legjobb játékából maradsz ki".
A Slate magazin írója, Michael Thomsen megkérdőjelezte, hogy érdemes-e 100 órányi játékmenetes videójátékkal játszani, mondván:

„Egy igazi szépség rejlik a Dark Soulsban. Kimutatja, hogy az életben több a szenvedés mint az öröm, több a bukás mint a siker, és az ideiglenes örömérzetet az új kihívásokkal teli szintek elsöprik. Ez is jelképezi a kitartásunkat a szenvedés arcában, és olyan emberek társaságával vígasztal, akik ugyanabban a pokolban vannak elakadva ahol a játékos is. Ez művészet. És mindezt megkaphatod csupán az első 5 óra játék után. A többi 90 óra semmit nem kínál csak ugyanennek az élménynek a különböző variációit.”

Killingsworth dicsérte a játék hosszát, és megjegyezte, hogy miután ismételten neki állt végigvinni a játékot, "nem nézett félénken a fali órára, hogy az engedélyéért könyörögjön".
Az Edge magazin majd visszamenőleg 10/10-es értékelést adott a játéknak 2013. október 20-án, és megjegyezték, hogy a játék jó minősége és széles dizájnja már régen eluralkodott a nehézsége mellett szóló panaszok felett.
Egy megjelenés utáni áttekintésben, Ben "Yahtzee" Croshaw dicsérte a játékot a Zero Puncturation sorozatában a jól kidolgozott játékmenetéért és a lenyűgöző atmoszférájáért, és megjegyezte, hogy "kellene egy olyan törvény, hogy a játék készítői csak olyan dolgokat tehetnek be a játékukba melyet előbb vagy utóbb a játékosok meglátogathatnak". De csalódott volt a játék vége felé lévő főellenségeken és kritizálta a játékot a nehézsége miatt, mondván, hogy "az még megérthető, hogy a Dark Souls az a komolyabb játékosok számára lett készítve, de egy könnyebb bevezető lehet, hogy kevesebb új játékost rettentett volna el a játéktól"
A játék megjelenése után, a játék rendezője, Hidetaka Miyazaki, tervezett a játékhoz hozzáadni egy könnyebb nehézségi szintet mondván, hogy: "Dark Souls az egy nehéz játék és lehet, hogy sok ember hezitál amellett, hogy játsszon e vele. Ez a tény igazán elszomorít engem és gondolkodtam azon, hogy lehet, hogy egy másik nehézségi szintet is be kellene vezetni, hogy mindenkinek sikerüljön végig vinnie a játékot, vagy gondosan megosztjuk az összes játékossal a trükköt a nehézség átvészeléséhez". Namco Bandai állítása szerint Miyazaki üzenetét félrefordították, és eredetileg arra kellett volna fordítani, hogy "Ez a tény igazán elszomorít engem, és azon gondolkozom, hogyan lehetne azt megoldani, hogy mindenkinek sikerüljön végig vinnie a játékot úgy, hogy a jelenlegi nehézséget megtartjuk és óvatosan megosztjuk a játékosokkal a trükköt a nehézségek átvészelésére."
Namco Bandai-nak az éves pénzügyi jelentése szerint 1.19 millió darabot adtak el a játékból az Egyesült Államokban és Európában 2012 márciusáig. FromSoftware 2013 áprilisában kijelentette, hogy világszerte 2.37 millió példányt sikerült eladni a játékból.

## PC Változat
A GameSpy-nak (mostanra már IGN) a cikkében megjegyezték, hogy a játék PC verziója kicsit gyengécskének tűnik mivel a megszokott 60 FPS helyett csak 30 FPS-el fut a játék, kényelmetlen az egér és billentyűzettel való irányítás, és a nem állítható képernyőfelbontás miatt. De az új kiegészítőt dicsérve végül elnyert egy átlagban jó véleményt náluk. Eurogamer szintúgy megosztotta a véleményét a PC verzióval kapcsolatban, miszerint: "A Dark Souls Prepare to Die Edition nem azokkal a technikai opciókkal bővíti a játékot, melyeket egy jól megírt játéktól elvárnánk, mivel ez alapjáraton egy konzolos játék, és a FromSoftware pontosan ennyit ígért az embereknek". a Dark Souls II egyik gyártója, Takeshi Miyazoe, válaszolt a PC verzió ellen szóló kritikákra mondván, hogy:

„Ez lehet, hogy rosszul hangzik, de az elsőszámú prioritásunk volt a játék PC verziójának az elkészítése amilyen gyorsan csak lehet, mivel az emberek nagyon szerették volna a játékot PC-re is. Japánban a játékok nagy részét nem PC-re vásárolják meg az emberek ezért nem volt tervben, hogy a játékot megírjuk PC-re is., de látván az európai és észak-amerikai rajongók által benyújtott petíciókat, még úgy is, hogy nagyjából semmi tudásunk nem volt a PC játékok terén, igyekeztünk minél gyorsabban megírni a játékot PC-re is, hogy minél hamarabb kiadhassuk azt is a játékosoknak. A játék hibái elvárhatók voltak egy bizonyos fokig.
Tudtuk, hogy a PC-nek vannak egyéni tulajdonságai is, mint mondjuk a billentyűparancsok, az egér és billentyűzet együttes használata, magasabb felbontás és FPS, meg egyéb hasonlók... Nem arról van szó, hogy ezeket nem vettük figyelembe, hanem arról, hogy túl sok időt vett volna igénybe ezeknek a kidolgozása, tesztelése, és egy olyan szintre való eljuttatása, mint amilyenre vágytak az emberek. Ez inkább a kiadónak (Namco Bandai-nak) a döntése volt, hogy: "Ne aggódjatok emiatt - adjuk ki, így ahogyan van és meglátjuk hogyan is fog ez működni PC-n"”

## Díjak
A Game Revolution kinevezte a Dark Souls-t a Game of the Year (az év játéka) díjnak nyertesének, melyet legfőképpen a közösség szavazott meg. IncGamer szintén megadta neki a Game of the Year díjat. a japán Q-Games játékkészítő cégből Dylan Cuthbert és az amerikai Double Fine Productions-ból Brad Muir is a Dark Souls-t választották mint a Game of the Year díj győztesét. Electronic Gaming Monthly-ból Eric L. Patterson is ugyanennek a díjnak a győzteseként ismerte el a játékot. a GameTrailers megadta a Dark Souls-nak a "Legjobb Szerepjáték" díjat, miközben kinevezte "Legjobb Többjátékos Játék", "Legjobb Előzetes" és "Game of the Year" díjak győztesének. GameZone a "Legjobb Akció/Kalandjáték" díjjal tisztelte meg és a második helyet kapta meg náluk mint a "Legjobb Szerepjáték".
The Daily Telegraph britt újság a "Legjobban Integrált Többjátékos Funkciók" díjat adta meg a Dark Souls-nak, és kinevezte a "Legjobb Rendező" (Hidetaka Miyazaki), "Legjobb Világ Tervezés", "Legjobb Hang Dizájn" (Motoi Sakuraba), "Legjobb Fejlesztő" (FromSoftware), és a Game of the Year díjak nyertesének. A TeamXbox elismerését kapta mint a "Legjobb Szerepjáték" második helyezettért járó díj nyertese. 1UP.com-tól a "Legkifizetődőbb Játék" díjat kapta. Game Informer a "Legjobb Főellenség Elleni Küzdelem" (Great Grey Wolf Sif) díjat adta a játéknak. A GameSpot honlapján is megkapta ezt a díjat, amely mellett a közösség és a honlap szerkesztői is szavaztak. a Famicú japán magazin egy Tökéletességi díjat is adott a játéknak a 2012-ben megtartott díjkiosztó ünnepségükön.[forrás?]
2013-ban, Digital Spy a konzol generációjának a legjobb játékának nevezte ki a Dark Souls-t
2014-ben, az Edge magazin a hetedik konzol generáció legjobb játékának nevezte ki a Dark Souls-t. 2015 szeptemberében a Dark Souls első helyezést nyert a magazin által kinevezett 100 legjobb videójáték között.
2015-ben a GamesRadar honlapján első helyezést nyert az ott összeállított eddigi 100 legjobb videójáték listáján. Szintúgy első helyezést ért el az USGamer 2000 óta megjelent legjobb 15 videójáték listáján. A játékot kinevezték a "Legjobb Szerepjáték"-nak a Rock, Paper, Shotgun blogján.

## Fordítás
- Ez a szócikk részben vagy egészben  a   Dark Souls című angol Wikipédia-szócikk ezen változatának fordításán alapul.  Az eredeti cikk szerkesztőit annak laptörténete sorolja fel. Ez a jelzés csupán a megfogalmazás eredetét és a szerzői jogokat jelzi, nem szolgál a cikkben szereplő információk forrásmegjelöléseként.